# Distrito de Elías Soplín Vargas
El distrito de Elías Soplín Vargas es uno de los ocho que conforman la provincia de Rioja, ubicada en el departamento de San Martín en el Norte del Perú. En el distrito se encuentra el centro turístico TioYacu.

## Geografía
La capital se encuentra situada a 975 m s. n. m. y es el poblado de Segunda Jerusalén.

## Economía
El distrito se encuentra en una situación geográfica favorable, pues ha logrado el establecimiento de industrias de producción de cemento (Cementos Selva), y de industrias procesadoras de alimento (especialmente molinos de arroz), producción de agua de mesa (Vital TioYacu), además de poseer valiosos atractivos turísticos como Tioyacu, naciente del Río negro, Cascadas de Urcuchaqui y la Iglesia Pentecostes Misionera-Segunda Jerusalén (la iglesia más grande de la región San Martín y la más grande a nivel del Perú en cuanto a Iglesias evangélicas se refiere, el cual es la cede central a nivel nacional). Los ejes urbanos más saltantes son Segunda Jerusalén-Azunguillo, .

## Población
El distrito tiene 13,156 habitantes.
Una característica importante, es que el 80% de la población del distrito, profesa la fe cristiana evangélica, y tiene un incremento anual del 10% de su población, ya que muchas familias arriban a vivir a la capital del distrito. Este pueblo tiene principios evangélicos, ya que sus primeros pobladores y fundadores eran evangélicos y fueron ellos quienes sembraron la semilla; así mismo, desde su fundación hasta la actualidad todas sus autoridades fueron y son evangélicas elegidos democráticamente por el pueblo.

## Turismo
Naciente del río Tioyacu
Ubicado en Selva Alta a una altitud de 898 m s. n. m. desde donde se puede apreciar cómo nacen las aguas frías y cristalinas del río Tioyacu; desde la base de la montaña alta de una espesa vegetación, formando en su recorrido pozas y cascadas naturales para darse un refrescante baño y luego sigue su cauce; en un tramo de las orillas del río se encuentran tambos típicos, bancas para descansar, vestuarios, servicios higiénicos, kiosco y venta de golosinas.
 Acceso .
En vía terrestre, Se puede llegar a pie desde Segunda Jerusalén y se encuentra a 14 km de la ciudad de Rioja (20 minutos en carro).
Actividades desarrolladas en el atractivo.
- Toma de fotografías y filmaciones.
- Caminata.
- Observación de flora y fauna.
- Natación.
- Excursiones.
- Juegos (fulbito, vóley, etc.)
- Descanso en hamaca

Tipos de ingreso
Boleto y ticket 
De lunes a jueves
Adultos: S/. 5.00 
Niños:    S/. 3.00
De viernes a domingos
Adultos:  S/. 5.00
Niños:    S/. 3.00
Servicios actuales dentro del atractivo.
Venta de bebidas gaseosas, galletas, caramelos, chocolates, etc.
servicio de restauración.
venta de maduritos asados con maní  y/o queso parrilladas.
Alquiler de ropas para bañarse, cámara para deslizarse en el río y pelota.
Estacionalidad.
Todo el año

## Nacientes del río Negro
Ubicadas a 16 km de la ciudad de Rioja, por el antiguo camino a Chachapoyas, este río nace en los contrafuertes de la Cordillera Oriental, por la zona destinada al Bosque de Protección del Alto Mayo. En algunos tramos existen rápidos aptos para la práctica de canotaje y Kayak.

## Cascada de  Urcuchaqui
Hermosa cascada ubicada dentro del Bosque de protección Alto Mayo, distrito de Soplin Vargas, a una hora en carro hasta el caserío naciente del río negro y 45 minutos a pie, en la ruta de la Naciente del Río Negro, camino antigua a Chachapoyas. Está rodeada de bosques todavía no explorados con una riqueza de flora y fauna silvestre única en el mundo. Lamentablemente este recurso a pesar de su gran importancia turística todavía no es accesible para personas de mayor edad y son muy pocos los que se atreven a visitarla. Consta de cuatro caídas de agua de los cuales dos son de fácil acceso, la tercera es difícil acceso y la cuarta es casi imposible llegar a ella (apto para aventureros)